# Félix Cosío Medina
Felix Cosío Medina (Accha, 21 de febrero de 1890 - Lima, 4 de noviembre de 1959) fue un abogado, investigador y político peruano. Formó parte de la Escuela Cuzqueña, generación de alumnos cusqueños que se agruparon en torno al regionalismo, indigenismo y descentralismo y es calificada como la generación más brillante que se produjo en el Cusco durante el siglo XX y la que tuvo un periodo de influencia más largo. Su hermano José Gabriel Cosio Medina también formó parte de dicho grupo. Ocupó el cargo de Diputado de la República del Perú por el departamento del Cusco entre 1931 y 1936 y fue también Presidente de la Corte Superior de Justicia de Junín. 
Nació en el distrito de Accha, provincia de Paruro, departamento del Cusco. Fue alumno de leyes y ciencia política en la Universidad Nacional de San Antonio Abad del Cusco formando parte de la generación denominada Escuela Cusqueña. Participó en la reforma de la universidad de 1909 y desde 1912 fue parte del grupo que publicó la Revista Universitaria fundada por el rector de la Universidad del Cusco Albert Giesecke junto con otras personalidades del ambiente académico cusqueño de la época como Luis E. Valcárcel, José Uriel García, Rafael Aguilar Páez, Miguel Corazao, Francisco Ponce de León Pacheco, Humberto Luna Pacheco, Francisco Tamayo, José Mendizábal y Luis Rafael Casanova.
En 1931, participó como candidato de la Unión Revolucionaria en las elecciones para el Congreso Constituyente de ese año resultando elegido diputado constituyente por el Departamento del Cusco. Durante su gestión, impulsó la promulgación de la Ley N° 7688 mediante la cual el gobierno peruano reconocía al Cusco como "Capital Arqueológica de Sudamérica", haciendo eco de lo decidido en el XV Congreso de Americanistas reunido en la ciudad de La Plata, Argentina.
En los años 1950 radicó en Huancayo al ser nombrado Presidente de la Corte Superior de Justicia de Junín renunciando poco tiempo antes de su fallecimiento en la ciudad de Lima en 1959.

#### Libros y publicaciones
- Aparicio Vega, Manuel Jesús (2000). «Cuscología y sus orígenes». Senri Ethnological Reports 18. Consultado el 3 de febrero de 2020.
- López Lenci, Yazmín (2004). «La creación de la Nación Peruana en las revistas culturales del Cusco (1910-1930)». Revista Iberoamericana LXX (208-209): 697-720. Consultado el 3 de febrero de 2020.
- Mendoza, Zoila (2006). Crear y sentir lo nuestro: folclor, identidad regional y nacional en el Cuzco, siglo xx (Primera edición). Lima: Fondo Editorial de la Pontificia Universidad Católica del Perú. ISBN 9972-42-770-6.
- Tamayo Herrera, José (1981). Historia Social del Cuzco Republicano. Lima: Editorial Universo.

- Datos: Q84321335